# Cerithium columna
Cerithium columna là một loài ốc biển, là động vật thân mềm chân bụng sống ở biển thuộc họ Cerithiidae.

## Phân bố
The distribution của Cerithium columna bao gồms Thái Bình Dương Ocean.